# Coenotoca
Coenotoca là một chi bướm đêm thuộc họ Noctuidae.

## Các loài
- Coenotoca subaspersa Walker, [1865]
- Coenotoca unimacula Lower, 1903